# Gongora latibasis
Gongora latibasis är en orkidéart som först beskrevs av Charles Schweinfurth och Paul Hamilton Allen, och fick sitt nu gällande namn av Rudolph Jenny. Gongora latibasis ingår i släktet Gongora och familjen orkidéer. Inga underarter finns listade i Catalogue of Life.